# 10199 Chariklo

10199 Chariklo

10199 Chariklo eller 1997 CU26 är känd som en centaur (asteroid) då dess omloppsbana ligger mellan Saturnus och Uranus. Det är den största kända centauren. Chariklo upptäcktes av James V. Scotti vid Spacewatch-projektet den 15 februari, 1997. Asteroiden är uppkallad efter Chariklo i den grekiska mytologin. Chariklo var en nymf, kentauren Keirons hustru och dotter till Apollon.
En fotografisk studie 2001 kunde inte bestämma någon rotationstid. Infraröda observationer indikerar att det finns vattenis på Chariklos yta.
Centaurer tros härstamma från kuiperbältet och befinner sig i instabila omloppsbanor på grund av påverkan från gasjättarnas gravitation. De riskerar att kastas ut ur solsystemet, kollidera med någon planet eller Solen eller bli en kortperiodisk komet.
Chariklos omloppsbana anses vara stabilare än Nessus, Chiron, och Pholus. Chariklos nuvarande omloppsbana beräknas ha en 50-procentig överlevnad på 10,3 miljoner år.

## Ringsystem
År 2014 upptäcktes det att Chariklo har två stycken ringar, och det är det hittills minsta objektet som har ett stablit ringssystem. Den inre ringen är 6 kilometer bred och befinner sig 390 kilometer från Chariklos centrum. Den andra ringen är 7 kilometer bred och befinner sig 405 kilometer från asteroidens centrum.
Ringarna upptäcktes när man studerade en ockultation av stjärnan UCAC4 248-108672. Genom att jämföra mätningar från flera olika platser kunde man bestämma storlek och läge på ringarna. Ringarna tros bestå av rester efter en kollision. Man förväntar sig att i anslutning till ringarna hitta åtminstone en liten herdemåne, möjligen flera.